# Svenja Hahn
Pour les articles homonymes, voir Hahn.
Svenja Hahn, née le 25 juillet 1989 à Hambourg, est une femme politique allemande. Membre du Parti libéral-démocrate (FDP), elle est députée européenne depuis 2019.

## Biographie
Après avoir grandi dans le Schleswig-Holstein, Svenja Hahn étudie l'histoire à l'université de Giessen puis à l'université Humboldt de Berlin. 
Elle est membre du Parti libéral-démocrate (FDP) depuis 2010 et est élue présidente du LYMEC en 2018.
Elle est élue députée européenne en mai 2019 et réélue en juin 2024.